# Gladiolus leonensis
Gladiolus leonensis là một loài thực vật có hoa trong họ Diên vĩ. Loài này được Marais miêu tả khoa học đầu tiên năm 1973.